# Andrusjivka
Andrusjivka (ukrainsk: Андрушівка) er en by i Berdytjiv rajon, Zjytomyr oblast, Ukraine. Før den administrative reform i 2020 var den det administrative centrum for den tidligere Andrusjivskyj rajon.
Byen har 8.325 (2022) indbyggere.
Byen ligger i den sydøstlige del af oblasten, på bredden af floden [Hujva-da], 47 km fra den regionale hovedstad Zhytomyr. Andrusjivka fik bystatus i 1975. Byen er vært for Andrusjivka astronomiske observatorium (A50).

## Historie
I historiske kilder blev Andrusjivka første gang nævnt som Andrusovky i 1683. I det syttende århundrede blev landsbyen ejet af de polske stormænd i Burzynski-familien, som udnyttede lokalbefolkningen til at arbejde hårdt. Burzynski byggede Burzynski-paladset i Andrusjivka. Jøderne ankom første gang til Andrusjivka i 1784. I 1793, efter Polens anden deling, blev Andrusjivka annekteret af Det Russiske Kejserrige.